# The Harmony Codex
The Harmony Codex è il settimo album in studio del cantautore britannico Steven Wilson, pubblicato il 29 settembre 2023 dalla Virgin Music Group.

## Tracce
Testi e musiche di Steven Wilson, eccetto dove indicato.
1. Inclination – 7:15
2. What Life Brings – 3:40
3. Economies of Scale – 4:17 (musica: Steven Wilson, Adam Holzman)
4. Impossible Tightrope – 10:42
5. Rock Bottom – 4:25 (Ninet Tayeb)
6. Beautiful Scarecrow – 5:21
7. The Harmony Codex – 9:50
8. Time Is Running Out – 3:57
9. Actual Brutal Facts – 5:05
10. Staircase – 9:26

Tracce bonus nell'edizione deluxe digitale
1. What Life Brings (Aug 22 Mix by Roland Orzabal) – 4:16
2. Time Is Running Out (Mikael Åkerfeldt Version) – 3:47
3. The Harmony Codex - Audio Play / Part 1 – 5:57
4. The Harmony Codex - Audio Play / Part 2 – 7:31
5. The Harmony Codex - Audio Play / Part 3 – 5:02
6. The Harmony Codex - Audio Play / Part 4 – 6:10
7. The Harmony Codex - Audio Play / Part 5 – 5:28
8. The Harmony Codex - Audio Play / Part 6 – 5:27

Contenuto bonus nell'edizione deluxe
- CD 2 – Harmonic Distortion

1. Codex Theme #7 – 0:49
2. Economies of Scale (Manic Street Preachers Remix) – 4:05 (musica: Steven Wilson, Adam Holzman)
3. Codex Theme #9 – 0:33
4. Inclination (Faultline Remix) – 7:30
5. Impossible Tightrope (Alternate Version) – 10:11
6. Codex Theme #6 – 1:07
7. Beautiful Scarecrow (Meat Beat Manifesto Excursion 1) – 6:05
8. Codex Theme #8 – 1:03
9. Time Is Running Out (Mikael Åkerfeldt Version) – 3:47
10. Staircase (Interpol Remix) – 6:47
11. Codex Theme #3 – 1:03
12. What Life Brings (Aug 22 Mix by Roland Orzabal) – 4:16
13. The Harmony Codex (Long Take) – 17:02
14. Staircase (Radiophonic Workshop Remix) – 12:36

- BD

1. The Harmony Codex (High Resolution Stereo (96/24)) – 63:58
2. The Harmony Codex (Stereo Instrumentals (96/24)) – 63:58
3. The Harmony Codex (5.1 Mix (96/24)) – 63:58
4. The Harmony Codex (5.1 Instrumentals (96/24)) – 63:58
5. The Harmony Codex (Atmos Mix (48/24)) – 63:58
6. The Harmony Codex (Atmos Instrumentals (48/24)) – 63:58
7. Economies of Scale (Video) (musica: Steven Wilson, Adam Holzman)
8. The Harmony Codex (Video)

## Formazione
Hanno partecipato alle registrazioni, secondo le note di copertina:
Musicisti
- Steven Wilson – voce (eccetto traccia 7), pianoforte (eccetto tracce 7 e 9), ARP 2600 (tracce 1, 4, 6 e 7), programmazione (tracce 1, 3, 4, 6, 8-10), moog Sub 37 (tracce 2, 4-6, 8 e 9), chitarra acustica (tracce 2-4, 8), ARP String Ensemble (tracce 2, 4, 6, 8-10), organo Hammond (tracce 2, 4 e 10), percussioni e assolo di chitarra elettrica (traccia 2), chitarra elettrica (tracce 2, 4-6, 9), basso (tracce 3, 4, 7, 8 e 10), strumenti ad arco (tracce 3, 4, 6, 7 e 10), campionatore vocale (traccia 3), Cobalt 8 (tracce 4, 5, 7 e 10), arpa e Fender Rhodes (traccia 4), corno (tracce 5 e 10), Prophet VI (tracce 5, 7 e 8), pianoforte elettrico (tracce 6 e 9), percussioni a mano (traccia 6), plucked piano (traccia 7), celesta (traccia 8), mellotron e feedback (traccia 9), moog arpeggiator (traccia 10)
- Theo Travis – flauto traverso (traccia 1), sassofono (traccia 4), duduk (traccia 6)
- Nils Petter Molvær – tromba (traccia 1)
- David Kosten – programmazione aggiuntiva (tracce 1 e 10)
- Adam Holzman – Fender Rhodes (traccia 1), sintetizzatore modulare (tracce 1 e 3), pianoforte elettrico (tracce 4 e 7), assolo di pianoforte elettrico (traccia 4), wurlitzer (traccia 5), loop di sintetizzatore modulare (traccia 6), pianoforte (traccia 9), loop di DFAM e assolo di moog (traccia 10)
- David Kollar – chitarra (traccia 1), assolo di chitarra (traccia 1 e 9), chitarra ambient (traccia 4)
- Niko Tsonev – chitarra aggiuntiva (traccia 1), chitarra elettrica (tracce 4 e 10), assolo di chitarra (tracce 5, 8 e 10)
- Pat Mastelotto – batteria e percussioni (traccia 1)
- Nate Navarro – basso fretless (traccia 1), basso (traccia 9)
- Jack Dangers – vocoder, sintetizzatore e drum machine (traccia 1), suoni e beat aggiuntivi (traccia 6), reverse piano chord e programmazione (teaccia 9)
- Ninet Tayeb – cori (tracce 1 e 2), voce e chitarra (traccia 5)
- Craig Blundell – batteria (traccia 2, 5, 6 e 10), programmazione (traccia 6), hi-hat e percussioni (traccia 9)
- Guy Pratt – basso (traccia 2)
- Nate Wood – batteria (traccia 4)
- Ben Coleman – violino (traccia 4)
- Lee Harris – chitarra psichedelica (traccia 4)
- Josef E-Shine – suoni aggiuntivi (traccia 5)
- Nick Beggs – Chapman Stick (tracce 6 e 10)
- Jason Cooper – tom-tom (traccia 6)
- Rotem Wilson – spoken word (tracce 7 e 10)
- Sam Fogarino – batteria (traccia 10)

Produzione
- Steven Wilson – produzione, missaggio (eccetto tracce 5 e 10)
- Matt Colton – mastering
- David Kosten – produzione aggiuntiva (tracce 1, 5, 6, 8-10), missaggio (tracce 5 e 10)
- Carl Glover – fotografia, design
- Hajo Müller – fotografia, copertina
- Josef E-Shine – produzione aggiuntiva (traccia 5)

## Classifiche
| Classifica (2023) | Posizione massima |
| ----------------- | ----------------- |
| Austria           | 9                 |
| Belgio (Fiandre)  | 18                |
| Belgio (Vallonia) | 12                |
| Finlandia         | 13                |
| Germania          | 3                 |
| Italia            | 18                |
| Paesi Bassi       | 2                 |
| Regno Unito       | 4                 |
| Regno Unito       | 1                 |
| Svizzera          | 5                 |